# 加利福尼亞州氣候

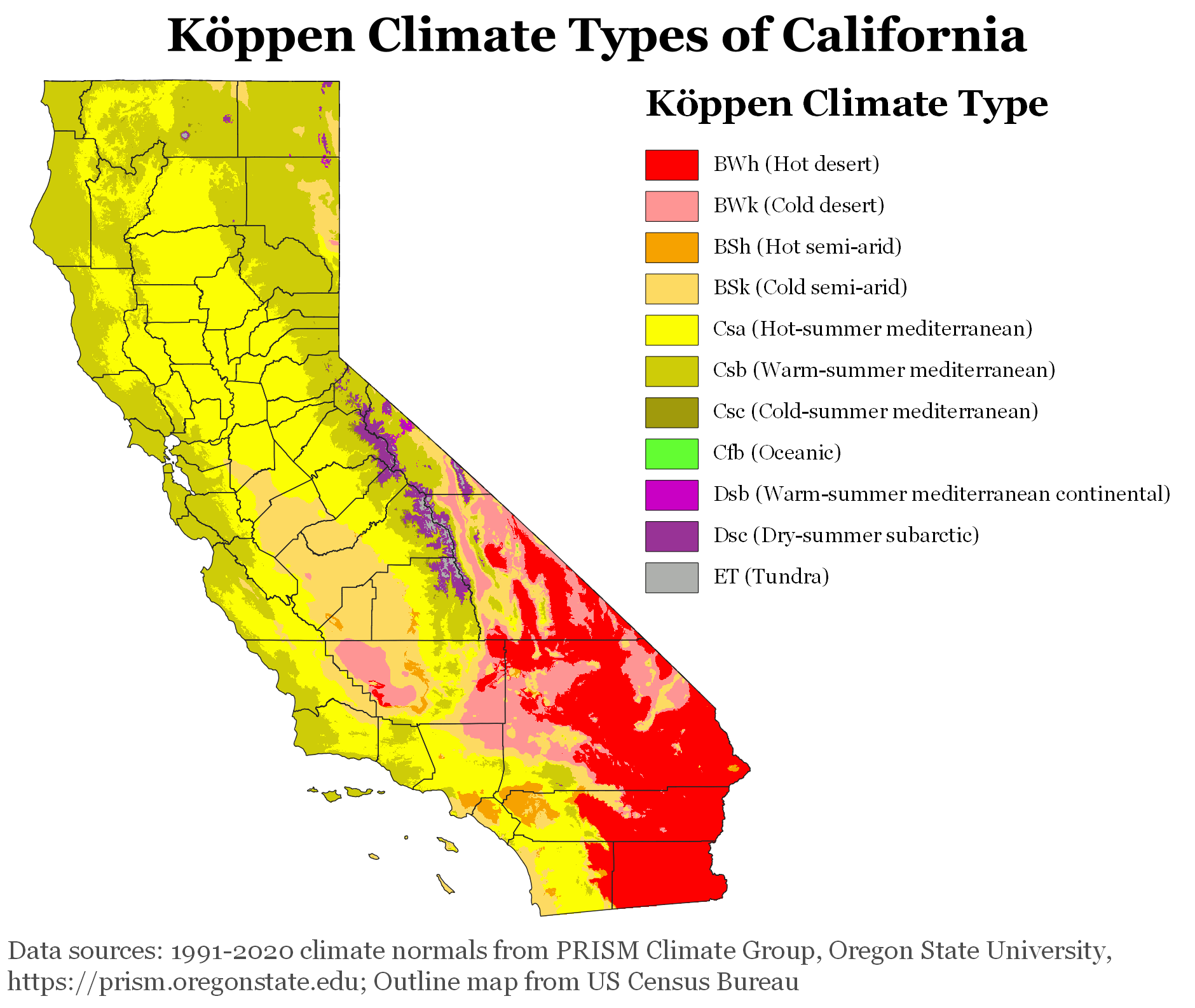
加利福尼亞州氣候據柯本氣候分類法分類

加利福尼亞州各區的氣候可以有很大的差別，由沙漠性氣候至凍原都有，視乎該地區的緯度、海拔和與太平洋海岸的距離而異。加利福尼亞州的沿海地區、內華達山脈的山麓一帶以及中央谷地的大部分地區都屬於地中海式氣候，夏季溫暖乾燥，冬季涼快較濕。受着加利福尼亞洋流的影響，沿海這些地區的溫差都相對較小。比方說，三藩市於7至8月的平均溫度為華氏62至68度（攝氏17至20度），於離岸20 mi（32 km）的核桃溪的平均溫度就有華氏90度（攝氏32度），大致是每移入內陸1 mi（1.6 km）氣溫便會上升華氏1度。越是往內陸走，大陸性氣候的特徵越是明顯，部分地區更呈現出半乾旱氣候的特性。

## 降雨量

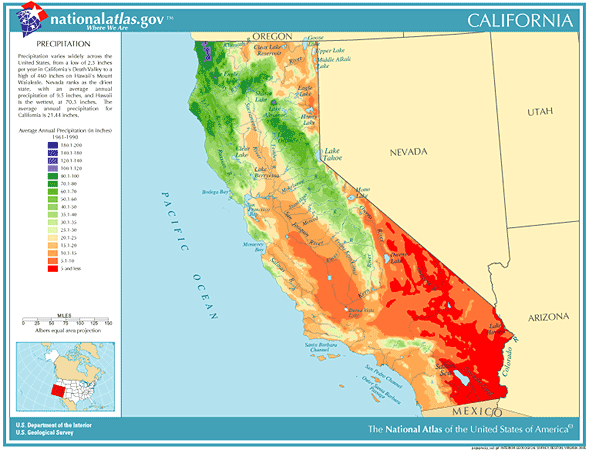
加利福尼亞州的平均降雨量

從西面太平洋吹來的海風帶着濕氣，加利福尼亞州北部普遍比南部有更多的平均降雨量。加利福尼亞州的山脈亦對降雨有影響：西面吹來的潮濕空氣遇到山脈上升，遇冷變成雨水，因此部分西向的山坡是州內降雨最多的地區。

## 外部連結
- More about the climate of California （页面存档备份，存于）
- Climate of Northwest California （页面存档备份，存于）